# Коста Дорада
Коста Дорада (шп. Costa Dorada — „златна обала”) заједно са Коста Бравом чини јединствену туристичку регију од 1970. године. По хотелским смештајним капацитетима су на другом месту, одмах иза Балеарских Острва.

## Главни центри
- Cunit
- Calafell
- Comarruga
- Torredembarra
- Tarragona
- Cambrils
- Salou
- L'Ametlla de Mar